# Giovanni Francesco Bonomi
Giovanni Francesco Bonomi (o Bonhomini, Bonomigni, o - più semplicemente - Bonomi) (Cremona, 6 dicembre 1536 – Liegi, 26 febbraio 1587) è stato un vescovo cattolico italiano, vescovo di Vercelli e nunzio apostolico dapprima in Svizzera, poi in Austria e infine a Colonia.

## Biografia
Giovanni Francesco Bonomi nacque in una famiglia patrizia di Milano ma che risiedeva a Cremona. Studiò giurisprudenza presso le università di Bologna e Pavia, diventando dottore in utroque iure.
A Roma - dove fu ordinato presbitero - fu dapprima uditore (1560), poi referendario (1565) e infine prefetto del tribunale precursore di quella che dal 1608 è la Segnatura Apostolica.
Nel 1566 divenne abate commendatario dell'abbazia di Nonantola.
Il 17 ottobre 1572 fu nominato vescovo di Vercelli da papa Gregorio XIII; contestualmente, l'abbazia di Nonantola venne affidata al cardinal Guido Ferrero, che fino ad allora guidava la diocesi vercellese. La consacrazione vescovile si tenne il 1º febbraio 1573, per mano dell'amico Carlo Borromeo.
Leitmotiv dell'episcopato del Bonomi fu l'impegno nella promozione dell'applicazione delle disposizioni del Concilio di Trento, sia all'interno sia - soprattutto - all'esterno della diocesi vercellese.
Da vescovo, mons. Bonomi introdusse il rito romano nella diocesi di Vercelli - non senza polemiche da parte del Capitolo della cattedrale - soppiantando quasi del tutto quel rito eusebiano che era già stato messo sotto attacco dal cardinal Ferrero. Nella stessa diocesi, indisse undici sinodi, potenziò il seminario, e favorì l'insediamento di comunità di barnabiti e gesuiti. Inoltre, portò a termine una campagna di ristrutturazione del duomo che era stata avviata dal proprio predecessore, e istituì un Monte di pietà.
Durante la Controriforma, Bonomi mantenne contatti con il cattolico Melchiorre Lussi, landamano del comune svizzero di Stans che lo stesso Bonomi aveva conosciuto a Roma. Assieme al Borromeo, mons. Bonomi visitò le porzioni di Canton Ticino (1567) e Svizzera tedesca (1570) che ricadevano sotto la giurisdizione dell'arcidiocesi di Milano.
Su desiderio del Borromeo, nel 1578 Bonomi venne inviato da Gregorio XIII come visitatore apostolico nella diocesi di Como: visitò la Valtellina (allora politicamente appartenente ai Grigioni) e nuovamente il Canton Ticino. Per entrare in Valtellina - che il governo grigionese aveva reso inaccessibile al vescovo di Como Giovanni Antonio Volpe in quanto quest'ultimo era nunzio apostolico in Svizzera - il Bonomi utilizzò la scusa di doversi recare alle terme di Bormio.
Appoggiato dal Borromeo e da quasi tutti i cantoni della Svizzera centrale, dal 1579 al 1581 fu nunzio apostolico con diritti particolari nelle diocesi svizzere di Costanza, Basilea, Coira, Losanna e Sion, dove visitò numerose parrocchie e monasteri. Tra le varie iniziative, attuò la fondazione del Collegio dei gesuiti di San Michele a Friborgo, dove proprio grazie all'impegno del Bonomi giunse Pietro Canisio.
Nel 1580, con l'appoggio di Guglielmo V di Baviera, fece dimettere da vescovo di Coira Beatus di Porta, reo di aver abbandonato la propria diocesi e accusato di malgoverno. Nell'anno seguente, dopo esser ritornato temporaneamente a Vercelli con tappa a Milano, prese parte all'elezione del nuovo vescovo di Coira, Peter von Rascher. L'ingerenza nella questione curiense, sommata a rapporti tesi con alcune autorità civili e a prese di posizione piuttosto decise nei confronti dei privilegi di alcuni conventi, comportarono malumori tali da far decidere a Gregorio XIII uno spostamento del Bonomi.
Dal 1581 al 1584 Bonomi fu così nunzio apostolico in Austria, presso la corte imperiale di Vienna. Dopo aver girato l'Ungheria, la zona di Vienna e l'arcidiocesi di Praga, nel 1582 partecipò alla dieta di Augusta, a seguito della quale il Bonomi fu mandato a Colonia per avviare un processo contro l'arcivescovo Gebhard Truchsess von Waldburg, che l'anno successivo venne sostituito da Ernesto di Baviera. Nel 1584, durante una visita pastorale della Moravia e la Boemia, Bonomi fu raggiunto dalla notizia di un nuovo incarico nei suoi confronti da parte di Gregorio XIII, intenzionato a rendere permanente la nunziatura apostolica a Colonia.
Fu così che, dal 1584 al 1587, Bonomi fu formalmente il primo nunzio apostolico permanente a Colonia, anche se di fatto continuò a spostarsi tra la Renania e i Paesi Bassi spagnoli per imporre l'applicazione delle decisioni del Concilio di Trento, tenendo in prima persona sinodi a Liegi e a Mons.
Nel 1587, il Bonomi donò a Philippe de Sivry (governatore della città di Mons) alcuni tubercoli di pianta che lo stesso vescovo aveva battezzato come «Taratouffli». Quando poi gli stessi tubercoli figliarono e diedero frutto, il 24 gennaio 1588 lo stesso de Sivry ne diede una parte a Charles de l'Écluse,  (detto Clusius), che nella sua opera Rariorum plantarum historia li descrisse come Papas peruanorum: si trattava della patata, che lo stesso Clusius contribuì in seguito a diffondere in tutta Europa.
Dopo la morte del Bonomi, avvenuta a Liegi nel 1587, le sue spoglie furono trasferite a Vercelli, dove vennero tumulate nella cripta della Cattedrale di Sant'Eusebio.

### Esplicative
1. ↑  Is a familiari quodam Legati Pontifici in Belgio se acceptisse scribebat, anno praecedente Taratouffli nomine.

### Bibliografiche
1. 1 2 3 4 5 6 7 8 9 10 11 12 13 14 15 16   Giovanni Francesco Bonomi, su hls-dhs-dss.ch.
2. 1 2 3 4 5 6 7 8 9 10 11 12 13 14 15 16 17 18 19 20 21 22 23 24 25   BONOMI, Giovanni Francesco - Enciclopedia, su Treccani. URL consultato il 18 luglio 2024.
3. 1 2 3 4   Giovanni Francesco Bonomi, su sapere.it.
4. ↑   Associazione Culturale Ad Fontes :: Gli affreschi nella sacristia maggiore di San Giovanni in Morbegno, su www.adfontes.it. URL consultato il 18 febbraio 2025.
5. ↑  Olgiati, p. 21.
6. ↑  Boll. Soc. St. valdesi '98, p. 67.
7. ↑  (EN) V.S. Lekhnovitch, Introduction of the Potato into Western and Central Europe, in Nature, n. 191, Nature Publishing Group, giugno 1961. URL consultato il 6 dicembre 2018..
8. ↑  Rousselle et al., p. 32.
9. ↑  Clusius, p. LXXIX.
10. ↑  Belin-Milleron, pp. 222-223.
11. ↑  (FR) Ernest Roze, sa biographie et sa correspondance, in Charles de L’Escluse d’Arras, le propagateur de la pomme de terre au XVIe siècle, J. Rothschild D., J. Lechevallier, 1899,  p. 98.